# Сент-Чарлз (Міссурі)
Сент-Чарлз (англ. St. Charles) — місто (англ. city) в США, в окрузі Сент-Чарлз штату Міссурі. Населення — 70 493 особи (2020).

## Географія
Сент-Чарлз розташований за координатами 38°47′45″ пн. ш. 90°30′55″ зх. д. / 38.79583° пн. ш. 90.51528° зх. д. (38.795702, -90.515364).  За даними Бюро перепису населення США в 2010 році місто мало площу 62,22 км², з яких 61,25 км² — суходіл та 0,98 км² — водойми.

## Демографія
Згідно з переписом 2010 року, у місті мешкали 65 794 особи в 26 715 домогосподарствах у складі 16 128 родин. Густота населення становила 1057 осіб/км². Було 28590 помешкань (459/км²).
Расовий склад населення:
| - 87,5 % — білих - 5,9 % — чорних або афроамериканців - 2,5 % — азіатів - 0,3 % — корінних американців - 0,1 % — вихідців з тихоокеанських островів - 1,8 % — осіб інших рас |

До двох чи більше рас належало 1,9 %. Частка іспаномовних становила 4,2 % від усіх жителів.
За віковим діапазоном населення розподілялося таким чином: 19,7 % — особи молодші 18 років, 66,4 % — особи у віці 18—64 років, 13,9 % — особи у віці 65 років та старші. Медіана віку мешканця становила 36,6 року. На 100 осіб жіночої статі у місті припадало 96,2 чоловіків; на 100 жінок у віці від 18 років та старших — 93,7 чоловіків також старших 18 років.
Середній дохід на одне домашнє господарство становив 73 288 доларів США (медіана — 57 558), а середній дохід на одну сім'ю — 88 603 долари (медіана — 73 655). Медіана доходів становила 51 876 доларів для чоловіків та 40 191 долар для жінок. За межею бідності перебувало 10,9 % осіб, у тому числі 18,4 % дітей у віці до 18 років та 5,4 % осіб у віці 65 років та старших.
Цивільне працевлаштоване населення становило 35 637 осіб. Основні галузі зайнятості: освіта, охорона здоров'я та соціальна допомога — 24,1 %, виробництво — 13,3 %, роздрібна торгівля — 11,4 %, мистецтво, розваги та відпочинок — 11,4 %.

## Відомі мешканці
- Жан-Батист Пуен дю Сабль — купець, засновник міста Чикаго, володів поромом у Сент-Чарлзі, де й помер.